# Polkageist
Polkageist ist eine Band aus Berlin, die Musikstile des Balkans mit Ska und Punkrock zu einem eigenen Polka-Sound verbindet. Das breite Spektrum ihrer hauptsächlich deutschsprachigen eigenen Lieder singt die Band mehrstimmig kraftvoll. Die Band wurde 2010 gegründet und bezeichnet sich selbst als die tanzbare Wiedervereinigung Berlins.
Den Namen der Band begreifen die fünf Musiker als ihr Credo: Tanzen, Trinken, Schwitzen – mit Vodka und 2/4-Takt, so auch der Titel ihres ersten Albums.

## Geschichte
Im Februar 2010 wurde für eine WG-Party in Berlin-Neukölln eine Band gesucht. Das war die Geburtsstunde von Polkageist.
Seitdem gestaltet Polkageist mit spontanen Straßen- und U-Bahn-Konzerten, auf Kiezfesten und in Clubs das Berliner Musikleben mit.
Polkageist wurde durch seine zahlreichen Touren über Berlin hinaus in ganz Deutschland bekannt:
- Fusion-Festival (2012)[8]
- Polkabeats-Festival in Cottbus (2012)[9]
- Edelweißpiraten-Fest in Köln (2013)[10]

Im Oktober 2013 wurde das Lied Ick liebe dir in den von Russendisko herausgegebenen Sampler Die Lieblingslieder der deutschen Taxifahrer (GMO) aufgenommen.
Im Winter 2013 begeisterte Polkageist gemeinsam mit dem Kinderzirkus Cabuwazi auf der Bühne des Berliner Wintergarten Varietés in der ausverkauften Weihnachtsshow Zimt&Zauber – Der gestiefelte Kater sein wohl jüngstes Publikum.
Dieses Engagement erfuhr im Winter 2016/17 eine Neuauflage, diesmal mit der Schneekönigin.
Ein weiterer Meilenstein war die Produktion des neuen Albums FCK PLK 2014/2015, die durch das erfolgreiche Crowdfunding über Startnext unterstützt wurde. Finale war das Release-Konzert im SO36 in Berlin (Support: Liedfett).
Es folgten zahlreiche Konzerte in ganz Deutschland u. a.:
- Abschluss-Konzert zum Tag des Sieges 9. Mai 2015 im Treptower Park (Berlin)[18]

- TFF Rudolstadt (2015)[19]
- Hafengeburtstag Hamburg Jolly Roger Bühne (2016)[20]
- Rebellisches Musikfestival (2016)[21]
- Evangelischer Kirchentag (2017)[22]
- Veszprémi Utcazene Fesztivál, Ungarn (2017)[23]

Der Auftritt von Polkageist und anderen Bands auf der Jolly Roger Bühne zum Hafengeburtstag in Hamburg 2016 wurde zum Gegenstand einer parlamentarischen Auseinandersetzung in der Hamburger Bürgerschaft. Die AfD verlangte in einer Kleinen Anfrage, den Auftritt von Musik-Bands, die dem „linksextremistischen“ Spektrum zuzuordnen seien, auf dem bevorstehenden Hafengeburtstag zu verhindern. Hierfür sah der Senat keinen Grund.
Im Tatort „Der Fall Holdt“ (Erstausstrahlung am 5. November 2017) tanzt Kommissarin Lindholm auf einer Clubparty zum Lied Immer auf der Kippe von Polkageist.

## Diskografie
Alben
- Vodka und 2/4-Takt (Dezember 2011)
- FCK PLK (März 2015)
- Rückwärts durch die Geisterbahn (Mai 2019)

Extended Play
- Holkadipolter (Februar 2013)